# Deutsche Luft Hansa AG
Deutsche Luft Hansa AG (a partir de 1933 denominada Deutsche Lufthansa o DLH) fue la aerolínea alemana de bandera del país durante los últimos años de la República de Weimar y el periodo (1933-1945) del III Reich , durante el cual mantuvo estrechos vínculos con el Partido Nacionalsocialista Obrero Alemán . El símbolo de la grulla estilizada volando es anterior a Luft Hansa, ya que fue creado por el arquitecto y diseñador gráfico Otto Firle como logo de Deutsche Luft-Reederei (DLR), la primera aerolínea comercial en operar en Alemania después de la I Guerra Mundial.
Aunque Deutsche Luft Hansa fue la precursora de la moderna aerolínea alemana Lufthansa (fundada en 1953) y ambas aerolíneas comparten el mismo logotipo, no existe una conexión legal entre las dos. Sin embargo, la nueva Lufthansa se hizo cargo del personal y material de la antigua aerolínea y reivindica el legado de DLH. Por este motivo, en la revaluación histórica resulta controvertido hasta qué punto la moderna Lufthansa debería haber asumido las prácticas arbitrarias cometidas contra el derecho internacional humanitario por la antigua aerolínea durante la II Guerra Mundial.
Deutsche Luft Hansa fue fundada el 6 de enero de 1926 en Berlín. La aerolínea fue creada por la fusión de Deutscher Aero Lloyd (1923), -anteriormente Deutsche Luft-Reederei (DLR)- (1917 a 1923) , y Junkers Luftverkehr (1924), las dos compañías, las aerolíneas más importantes de Alemania en ese momento. 
Desde 1926 hasta el estallido de la Segunda Guerra Mundial en 1939, Deutsche Luft Hansa construyó una extensa red centrada en su base en el Aeropuerto de Berlín-Tempelhof que cubría muchas ciudades alemanas, así como las principales ciudades europeas. Hubo acuerdos interlineales tempranos que otorgaron a los pasajeros de Luft Hansa acceso a la red de vuelos de las principales aerolíneas europeas de ese momento y viceversa. 
Los acuerdos fueron con líneas aéreas como AB Aerotransport - ABA (Suecia), Ad Astra Aero (Suiza) , Aero Oy (Finlandia), Air Union (Francia), Balair (Suiza), Compagnie Internationale de Navigation Aérienne - CIDNA (Francia), Compagnie Générale Aéropostale, Československé Státní Aerolinie - ČSA, Det Danske Luftfartselskab A/S - DDL, Deutsche-Russiche Luftverkehrs - Deruluft,  Imperial Airways , KLM , Magyar Légiforgalmi R.T. - Malért (Hungria), Österreichische Luftverkehrs AG - ÖLAG, Sabena, Polskie Linie Lotnicze - LOT, Società Adria Aero Lloyd (Italia), Società Anonima Navigazione Aerea - SANA, Société Générale des Transports Aériens - SGTA (Lignes Farman) y Ukrpovitroshliakh (República S. Soviética de Ucrania), así como en Sudamérica Syndicato Condor en Brasil y SCADTA de Colombia.

## Historia

### Década de 1920
La razón principal de su restablecimiento, fue la competencia masiva entre los dos grandes consorcios de aerolíneas alemanas, Junkers Luftverkehrs AG y Deutscher Aero Lloyd AG - DAL. Cuando su empresa conjunta Lloyd-Ostflug GmbH se disolvió en mayo de 1922, ambas aerolíneas, Lloyd-Luftdienst GmbH, -que se convirtió en DAL en 1923- y Junkers Luftverkehr comenzaron a desarrollar su propia red. Inicialmente, la competencia era pequeña; Junkers, desarrolló la red escandinava y la ruta de Zúrich a Budapest. DAL se centró en las rutas alemanas, rusas y parcialmente del sur de Europa. Pero al menos, cuando la compañía Junkers comenzó a mejorar la red alemana de su aerolínea, se desarrolló una fuerte competencia entre ambas en forma de:
- Operaciones paralelas en las mismas rutas desde los mismos aeropuertos
- Instalación de dos aeropuertos principales a pocos kilómetros de cada competidor
- Creación de dos aerolíneas regionales en el mismo aeropuerto o en uno cercano para cada consorcio,

con apoyo regional de industrias, regiones o ciudades que a veces compiten entre sí
- Dumping masivo de precios en rutas con competencia

Ante aquella situación, el desarrollo de un transporte aéreo autofinanciado en Alemania estaba lejos. Cada vez era más evidente, que el problema de los costes de la industria aérea no sólo se debía en parte a la introducción de una tecnología innovadora; el problema de los costes, se debía cada vez más a la competencia entre los dos consorcios con sus 37 compañías aéreas, que operaban y recibían subvenciones en 1925.
Cuando el ex oficial piloto Ernst Brandenburg asumió la dirección del Departamento de Tráfico Aéreo del Reich Verkehrs Ministerium (Ministerio de Transportes del Reich) en el verano de 1925, estaba muy interesado en la los factores económicos del tráfico aéreo alemán y, en detener la competencia entre los dos bloques de aerolíneas. Afortunadamente para él, la compañía matriz Junkers Flugzeug und Motorenwerke AG no pudo devolver sus préstamos el 3 de octubre de 1925. El gobierno del Deutsches Reich apoyó a la firma con 650 000 marcos alemanes y evitó la quiebra de la compañía; sin embargo, el Reich también obligó a Hugo Junkers a transferir el 80% de los activos de la aérolinea Junkers Luftverkehrs AG, con un valor de alrededor de 1,6 millones de marcos en ese momento. Ahora, cuando el Reich controlaba la firma, Brandenburg anunció a principios del verano de 1926 que el Reich sólo apoyaría a una sola aerolínea.
Ante esta situación, Deutsche Aero Lloyd (DAL) se dio cuenta rápidamente de que la nueva compañía aérea estatal, recibiría futuras subvenciones y que DAL se vería obligada a garantizar su propio tráfico aéreo, algo que no era posible en 1926. Por ello, la dirección de DAL participó en el debate sobre la creación de una nueva compañía aérea alemana en la que se integrarían los dos grandes consorcios.
La fundación de la aerolínea coincidió en año con el Acuerdo de Aviación de París del 21 de mayo de 1926; Alemania logró la eliminación de algunas de las restricciones inherentes a la fabricación de ciertos tipos de aeronaves y motores aeronáuticos impuestas al país por el Tratado de Versalles y en consecuencia, a limitaciones de capacidad y alcance en las operaciones aéreas comerciales. Como ejemplo de ello, no se podían producir aeroplanos con motores de más de 60 hp de potencia, por lo que se tenían que construir bajo licencia o en compañías con capital alemán en otros países principalmente Italia, Suecia y Suiza.

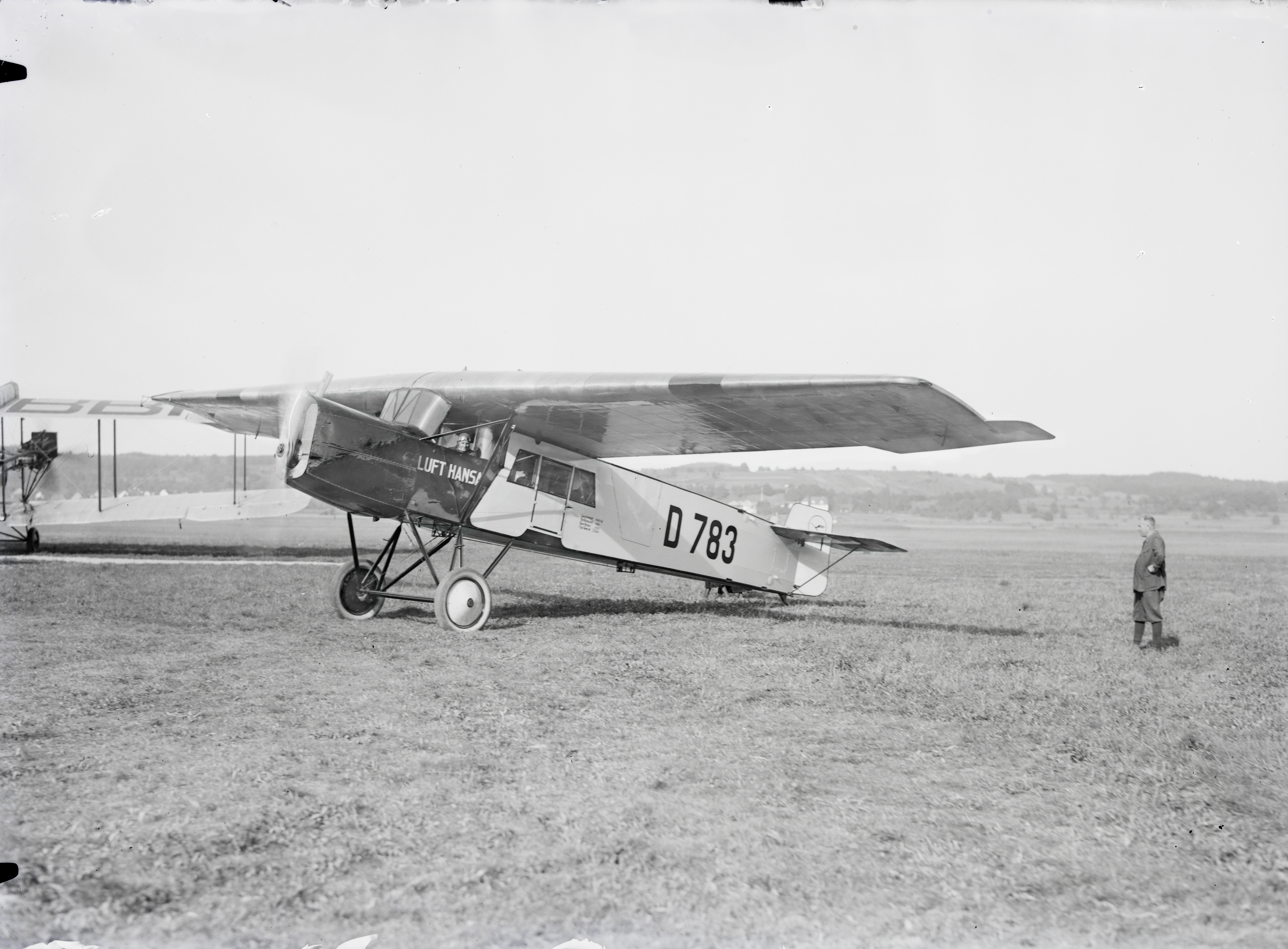
Fokker F.II D-783 Luft Hansa, Dübendorf

Esto permitió adquirir aviones a demanda y a más bajo precio, y a que la red de rutas se expandiera rápidamente para cubrir las principales ciudades europeas. La flota inicial se componía de 162-165 aviones de unos treinta modelos diferentes, casi todos ellos obsoletos diseños de la Primera Guerra Mundial reconvertidos para uso civil, y contaba con una plantilla de 1527 empleados. El aeródromo más importante para DLH era Berlín-Tempelhof. Desde allí despegó un Fokker F.II el 6 de abril de 1926 en el primer vuelo programado a Zúrich vía Halle, Erfurt y Stuttgart. En el mismo año, Deutsche Luft Hansa adquirió una participación en Deruluft, una aerolínea conjunta germano-soviética fundada en 1921, e inició vuelos sin las anteriores escalas (Moscú y Königsberg vía Kaunas y Smolensk) desde Berlín vía Königsberg a Moscú, que entonces se consideraba una distancia excepcionalmente larga. Poco después se iniciaron los vuelos a París. Deutsche Luft Hansa fue una de las primeras aerolíneas en operar vuelos nocturnos, inaugurando a partir de mayo de 1926 la ruta Berlín - Königsberg utilizando aviones Junkers G 24. Esta ruta tuvo tanto éxito que la conexión ferroviaria nocturna se suspendió algunos años después.

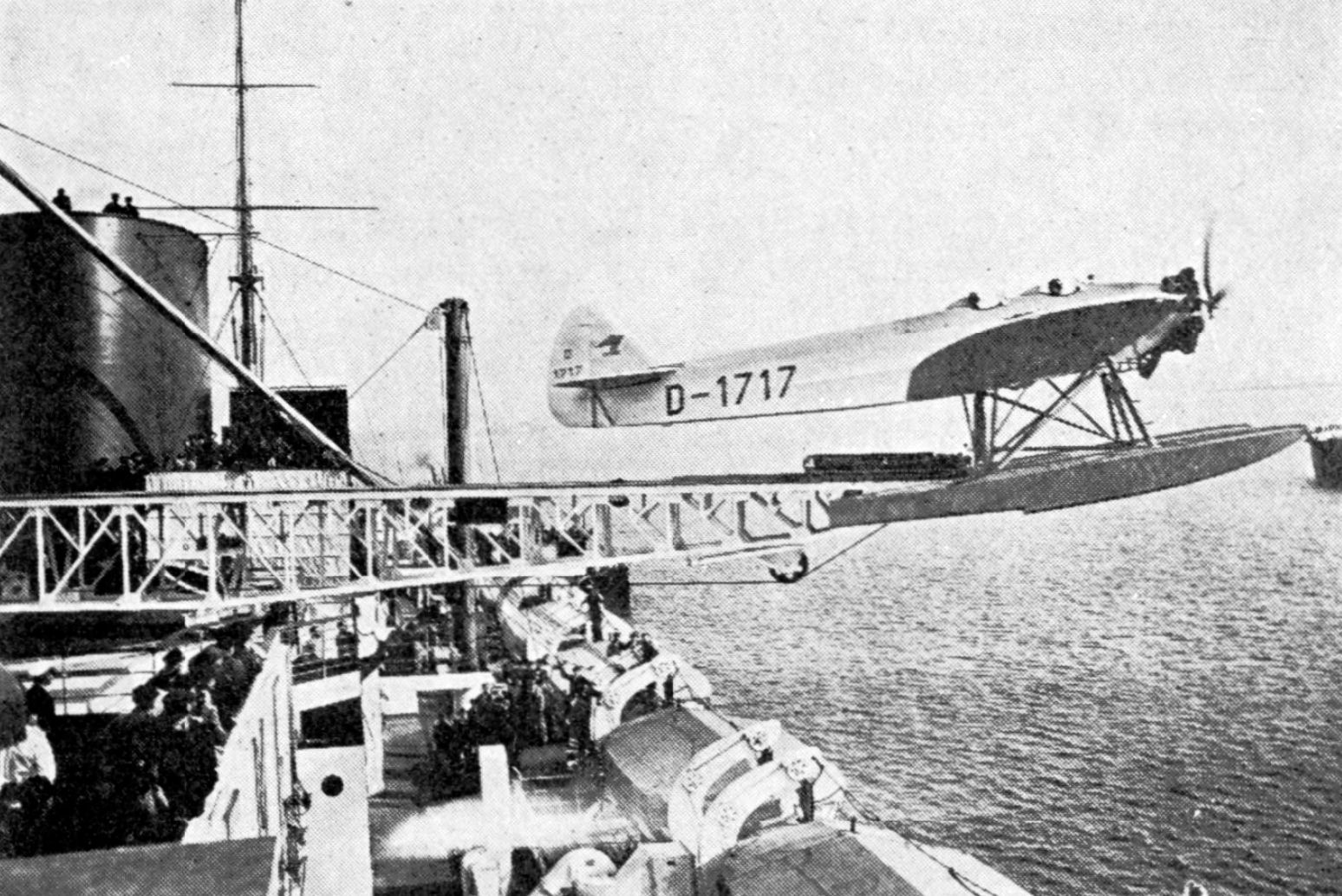
He 12 D-1717 catapultado desde el SS Bremen. L'Air 15 de septiembre de 1929

En los años siguientes, la red nacional creció hasta cubrir todas las ciudades importantes de Alemania y se añadieron más rutas internacionales mediante acuerdos de cooperación. Como con la recién fundada en junio de 1927, conjuntamente con el empresario vizcaíno Horacio Echevarrieta Iberia, Compañía Aérea de Transporte en España, iniciando sus operaciones con tres trimotores Rohrbach Ro VIII Roland, prestando servicio en la primera ruta que unía Madrid y Barcelona, y la ruta programada de DLH más larga entonces fue de 2100 km desde Berlín a Madrid (aunque con varias escalas). El restablecimiento también en 1927 de la aerolínea Syndicato Condor en Brasil, creada en un principio en 1924 como Condor Syndicat con la finalidad de desarrollar nuevas líneas aéreas en países de Sudamérica y el Caribe donde había importantes minorías alemanas en ese momento. 
En 22 de julio de 1929, durante su viaje inaugural Bremerhaven - Nueva York por el Atlántico Norte, el trasatlántico SS Bremen provisto de una catapulta Heinkel K6 accionada por aire comprimido e instalada en la cubierta turista, entre sus chimeneas lanzó a 550 km de distancia del puerto de Nueva York, el hidroavión específicamente construido para tal fin Heinkel He 12 D-1717 de DLH que acortó el tiempo de entrega del correo entre Europa y Norteamérica. Tanto el Bremen como su buque gemelo el SS Europa lanzaron hidroaviones postales Heinkel He 58 y Junkers Ju 46 en sus travesías programadas del Atlántico Norte hasta 1935.

## Década de 1930
Aunque los primeros años de la década vieron una situación financiera difícil debido a la Gran Depresión , Deutsche Luft Hansa expandió aún más su red de rutas internacionales en América del Sur e inició vuelos regulares desde Alemania a Oriente Medio. En aquella época, uno de los principales intereses de Deutsche Luft Hansa era la reducción de los tiempos de entrega del correo. En 1930, se fundó la Eurasia Corporation como empresa conjunta con el Ministerio de Comunicaciones de la República de China, lo que permitió a DHL obtener una posición de monopolio en el transporte de correo entre Alemania y China, así como el acceso al mercado chino. Para ello, al año siguiente se inauguró la ruta Shanghai - Nankín - Pekín con aviones Junkers W 34 destinados especialmente para esa ruta. También ese año se estableció un récord cuando la ruta de correo de Viena a Estambul (con escalas en Budapest, Belgrado y Sofía) se completó en tan solo 24 horas.

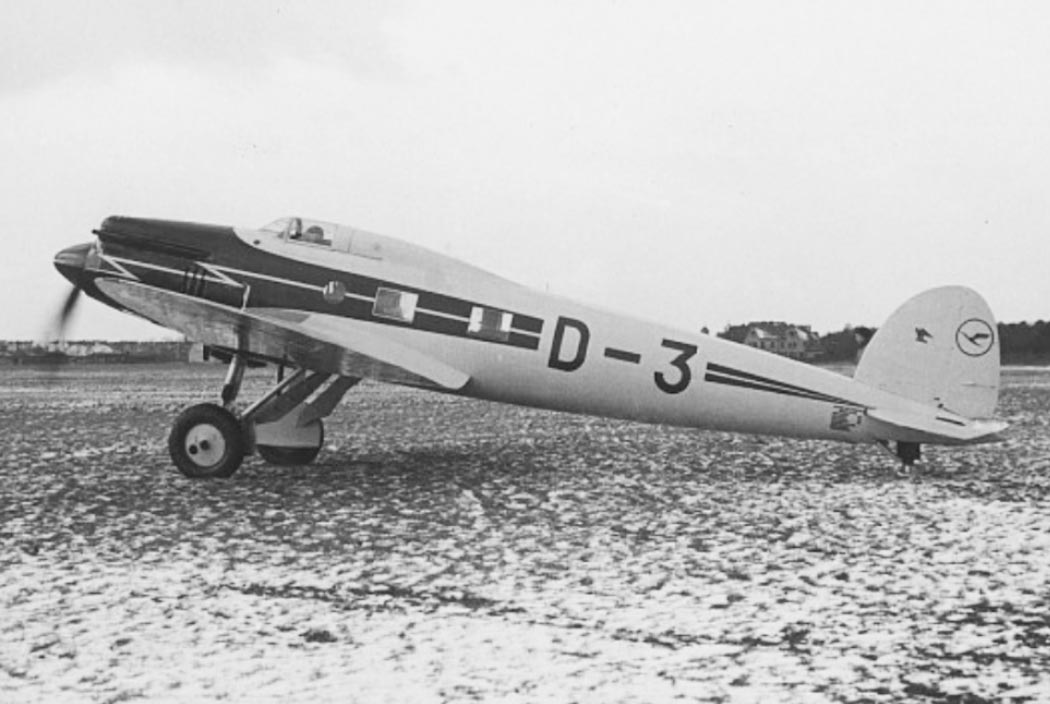
Heinkel He 70 Blitz

Políticamente, los líderes de la compañía estaban vinculados al creciente Partido Nazi; se puso a disposición de Adolf Hitler un avión sin cargo alguno para su campaña para las Elecciones presidenciales de 1932. El partido nazi usó imágenes de esos vuelos para sus esfuerzos de propaganda y obtuvo una clara ventaja al poder realizar eventos con el líder del partido en diferentes lugares en una sucesión mucho más rápida que otros formaciones políticas que dependían en gran medida del transporte ferroviario. Con Hitler como canciller desde enero de 1933, el 5 de mayo de 1933 Erhard Milch , que había servido como director de la aerolínea desde su fundación en 1926, asumió el cargo de Secretario de Estado del recién formado Reichsluftfahrtministerium (RLM), respondiendo directamente ante Hermann Göring.
Según el destacado estudioso de la historia de la aviación alemana Lutz Budrass, a partir de ese momento, " Lufthansa sirvió como una organización de fachada para el rearme, que se llevó a cabo en secreto hasta 1935 ... era una fuerza aérea disfrazada ". El historiador Norman Longmate escribe que durante sus vuelos en tiempos de paz en la década de 1930, la aerolínea había fotografiado en secreto toda la costa este británica como preparación para una posible invasión.
La red europea vio la introducción en 1930 del Junkers G 38 -en ese momento el mayor avión civil construido- en la ruta Berlín- Londres vía Ámsterdam, así, como el Junkers Ju 52/3m y el Heinkel He 70 Blitz (rayo), que permitieron viajes aéreos más rápidos. Esto fue promovido por los llamados " Servicios Blitz " (en alemán: Blitzstrecken) entre Berlín, Hamburgo, Colonia y Frankfurt. En 1935, los primeros aviones no construidos en Alemania se introdujeron en la flota de Luft Hansa, dos Boeing 247 y un Douglas DC-2.

### La ruta del Atlántico Sur

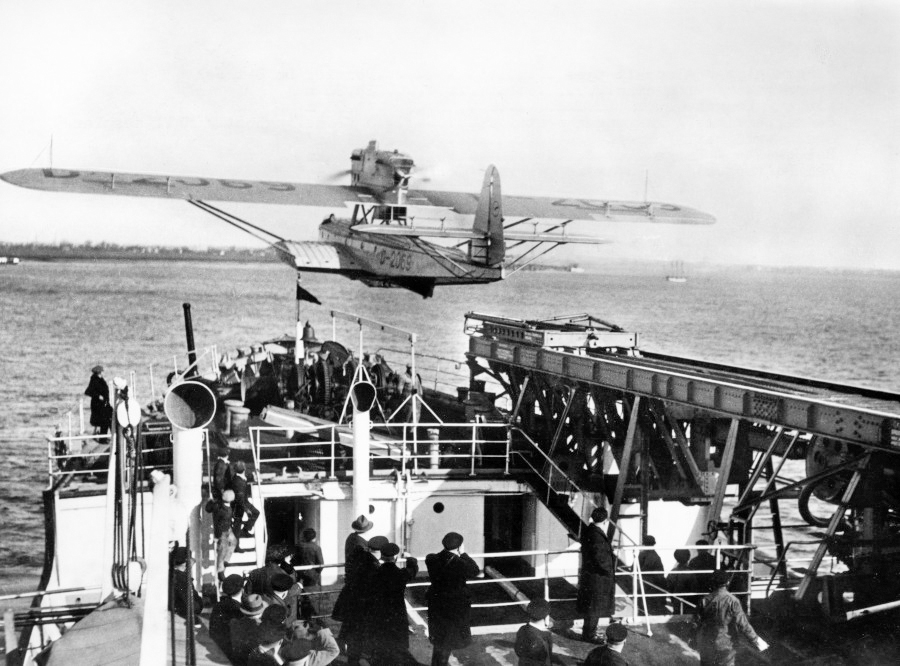
Do J Wal catapultado desde el MS Westfalen. 1933

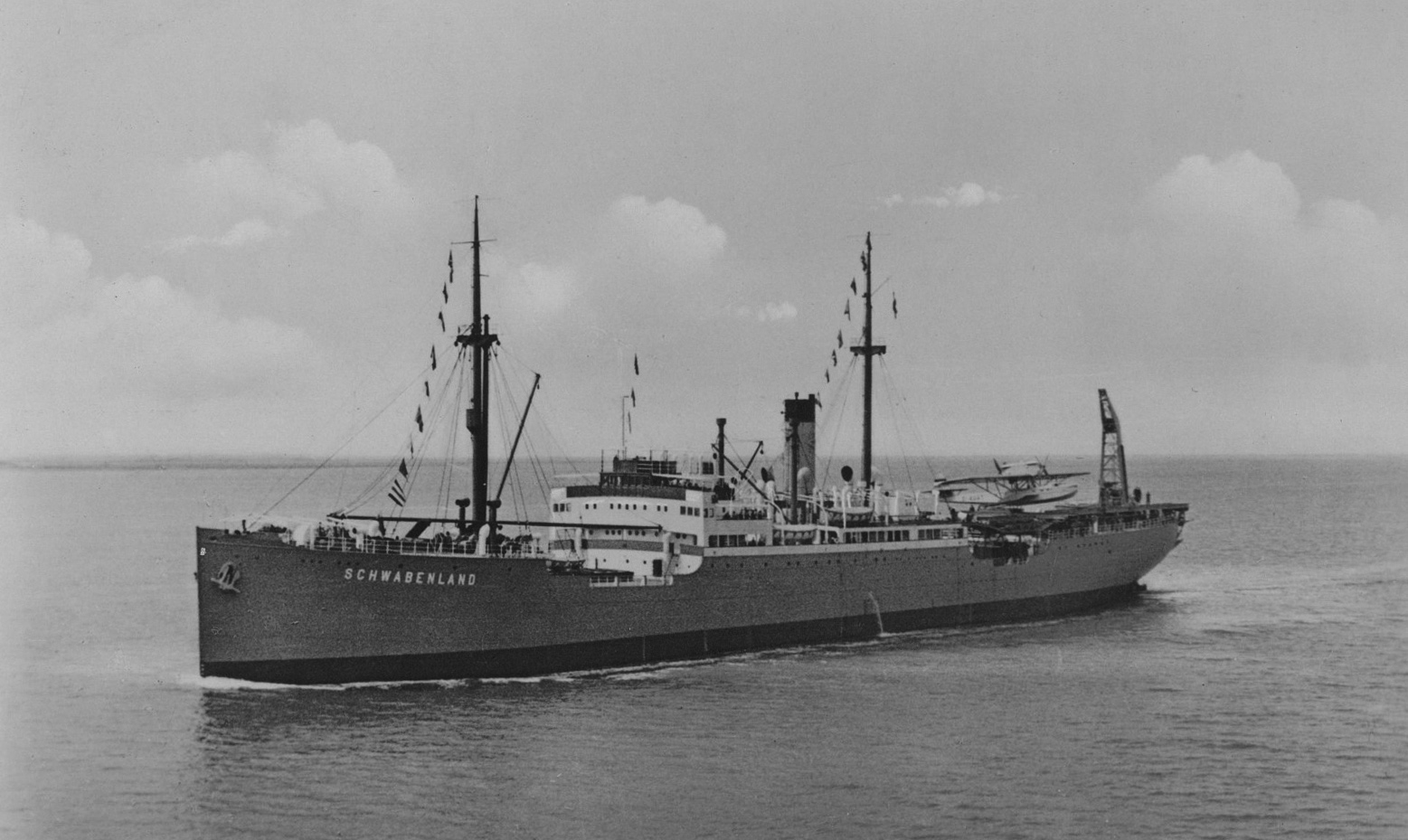
El MS Schwabenland con Do J Wal en su catapulta rumbo a la Antártida, 1938

A pesar de la eficaces operaciones con los dirigibles Zeppelin de la compañía Deutsche Zeppelin-Reederei en la que Luft Hansa tenía una participación del 38,5%, los hidrocanoas Dornier Wal continuaron sus actividades exploratorias. Durante 1931, meteorólogos alemanes llevaron a cabo estudios completos sobre el tiempo en el Atlántico Sur. Por otro lado, la compañía Heinkel Flugzeugwerke había desarrollado el potente sistema de catapulta K6, cuya estructura de 41 m era capaz de lanzar aviones de hasta 14 t.
Después de varios años de pruebas iniciadas en 1931-1932, en 1934 se inauguró una ruta postal programada entre Europa y Sudamérica. Este fue el primer servicio aéreo regular a través de un océano en el mundo. Se utilizaron hidrocanoas Dornier Do J Wal, recogidos y lanzados por catapulta desde buques cargueros especialmente reconvertidos estacionados a lo largo de la ruta para ser usados como base de reabastecimiento de combustible y mantenimiento en el tramo transatlántico.
El primer buque, el MS Westfalen, se equipó con la catapulta Heinkel K6 y grúa para subir a bordo al Wal y luego relanzarlo; además estaba provisto de talleres, repuestos y personal de mantenimiento que le permitiesen actuar como buque nodriza de hidros. Después de algunos vuelos de pruebas efectuados en 1933, tuvo lugar el primer vuelo regular de Alemania a Sudamérica, que comenzó el 3 de febrero de 1934, desde Stuttgart a Buenos Aires, vía Sevilla, Bathurst, buque Westfalen y Natal; el trayecto pudo completarse en cuatro días. Estos fueron reemplazados por el Dornier Do 18E en 1936, lo que hizo posible las operaciones en condiciones no visuales. 
Durante la 3ª Tercera Expedición Alemana a la Antártida entre 1938-39, los dos Dornier Wal Passat y Boreas a bordo del MS Schwabenland, otro buque carguero reconvertido, capaz de transportar y catapultar aviones, realizaron un estudio fotográfico y cartográfico de 350.000 km², un área al que dieron el nombre de Neuschwabenland (Nueva Suabia).

### Atlántico Norte

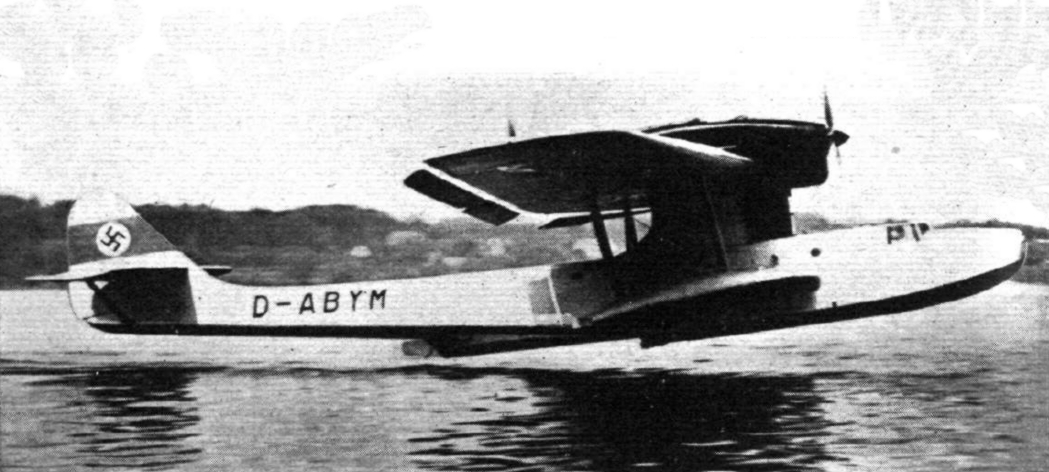
Dornier Do 18E D-ABYM Aeolus

La primera travesía Este-Oeste del Atlántico Norte, desde el aeródromo de Baldonnel, Irlanda hasta la isla Greenly, Canadá fue realizada por el piloto de Luft Hansa Hermann Köhl (a título privado), el pionero de la aviación y poeta alemán Ehrenfried G. Freiherr von Hünefeld y el piloto del Estado Libre Irlandés comandante James Fitzmaurice utilizando el monoplano monomotor Junkers W 33 D-1167 Bremen en abril de 1928. 
Sin embargo, las difíciles condiciones meteorológicas del Atlántico Norte desanimó los intentos por establecer servicios similares a los volados en Sudamérica.  En el otoño de 1936 el Schwabenland zarpó de Horta en las Azores para actuar como buque de apoyo para una serie de vuelos experimentales con el nuevo hidrocanoa Dornier Do 18E, un desarrollo aerodinámicamente mejorado del Do J Wal con dos motores diésel Junkers Jumo 205C-4 de 600 hp. Ello, tenía como objetivo reemplazar a los hidroaviones postales lanzados por catapulta desde transatlánticos. El aparato fue catapultado a 4 475 km de Nueva York, amarrando 22 h y 15 min después en Port Washington. Se efectuaron otros cuatro vuelos entre el 5 de septiembre y el 20 de octubre sobre dos rutas: Lisboa-Azores-Nueva York y Lisboa-Azores-Bermudas-Nueva York.
Para ser operado en la ruta de correo trasatlántico Lisboa-Nueva York sin escalas se diseñó el hidrocanoa Dornier Do 26. Era un avión muy avanzado con líneas muy limpias y numerosas innovaciones, que, aunque efectuó algunos vuelos sobre el Atlántico nunca llegó a establecer líneas regulares.
La compañía Dornier Flugzeugwerke no era sin embargo el único fabricante de hidrocanoas correo de largo alcance y Deutsche Luft Hansa solicitó tres prototipos del tetramotor Ha 139 diseñado y construido por Hamburger Flugzeugbau subsidiaria de los astilleros Blohm und Voss.
Los dos primeros volaron siete veces entre Horta y Nueva York con el apoyo de los buques Schwabenland y Friesenland, de los cuales, el primero, tuvo lugar el 15 de agosto de 1937. Sin embargo, no se llegaron a establecer acuerdos políticos entre los gobiernos alemán y estadounidense, y los tres Ha 139 fueron transferidos a las líneas del Atlántico Sur.

### Sudamérica

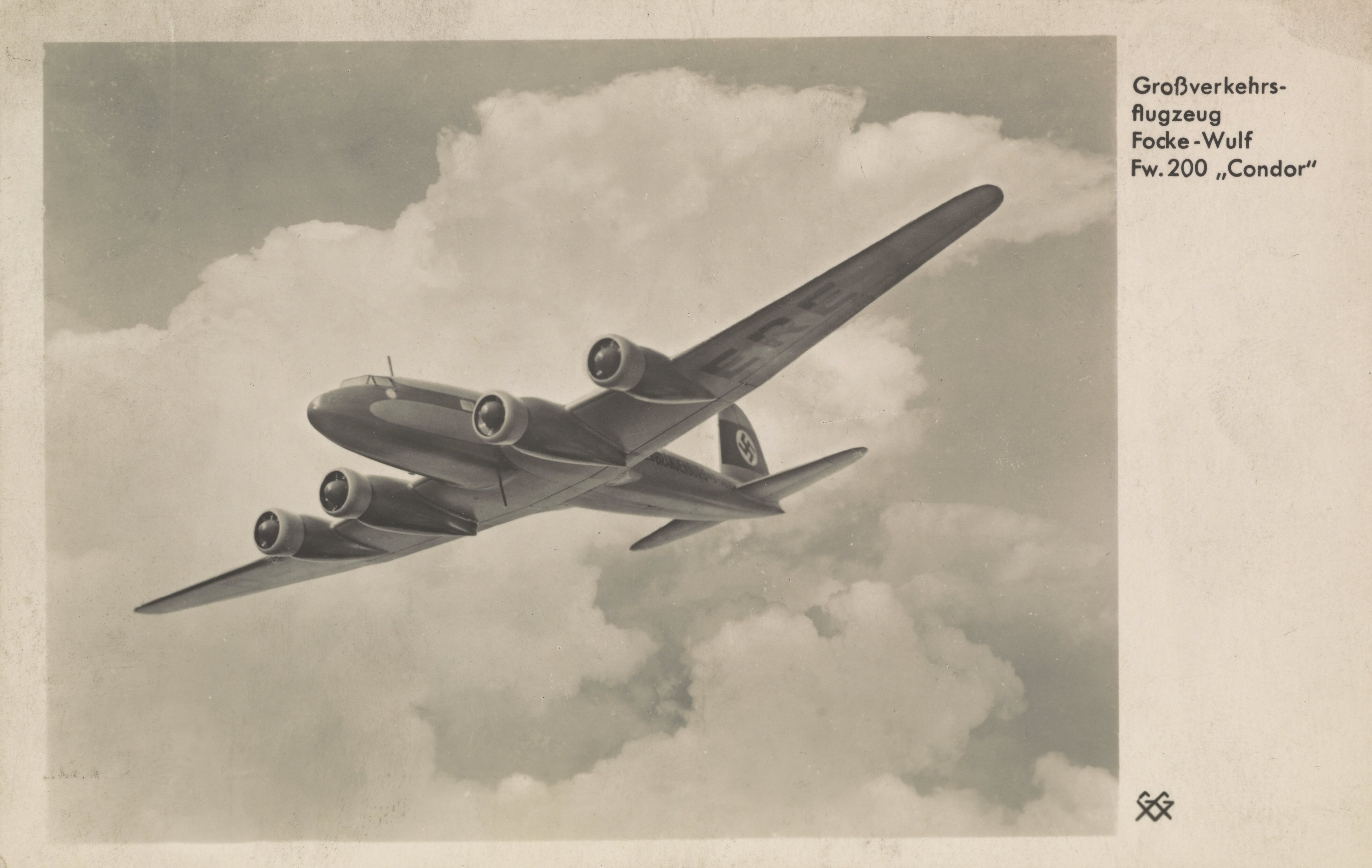
Focke-Wulf Fw 200 "Condor" D-ERE de DHL

El control sobre los mercados internos sudamericanos se reforzó aún más en 1937 cuando se fundó la Sociedad Ecuatoriana de Transportes Aéreos (SEDTA) ; la compañía se estableció como una subsidiaria de DLH (poseedora del 88,5% de las acciones), así como cooperaciones con las aerolíneas SCADTA, Faucett Perú y Lloyd Aéreo Boliviano en Colombia, Perú y Bolivia respectivamente, operando principalmente con aviones Junkers F.13 y W 34. 
Las líneas aéreas alemanas reforzaron su posición en Sudamérica durante la segunda mitad de la década, al abrir una ruta Lima-Arequipa-La Paz el 24 de mayo de 1938 y a comenzar el 1 de octubre a utilizar sus propios aviones en la ruta desarrollada por el Condor Syndikat, Natal-Recife-Bahia-Rio de Janeiro. Ya desde principios de 1938 habían comenzado los vuelos regulares desde Santiago de Chile a Mendoza y Buenos Aires, y cuando ≪el eslabón perdido≫ de Buenos Aires a Rio se añadió a la cadena el 1 de enero de 1939 Deutsche Luft Hansa era la aerolínea con el servicio regular más extenso del mundo: 15 040 km desde Berlín a Santiago de Chile.

### Oriente
La red de Oriente Medio se amplió con el lanzamiento de la ruta Berlín - Bagdad - Teherán en el mismo año. En 1938 se introdujo el avanzado cuatrimotor de largo alcance Focke-Wulf Fw 200B que hizo posible volar un vuelo récord sin escalas de 6400 km entre  Berlín-Staaken hasta Floyd Bennett Field, Nueva York entre el 10 y 11 de agosto de 1938 en 24 h y 56 minutos. y de Berlín a Tokio vía Basora, Karachi y Hanói. Este último año, antes del estallido de la Segunda Guerra Mundial resultó ser el más exitoso en la historia de la aerolínea con 19,3 millones de kilómetros de vuelo en las rutas europeas programadas y un total de 254 713 pasajeros y 5288 t de correo transportados.

## II Segunda Guerra Mundial
Con el estallido del conflicto el 1 de septiembre de 1939, todas las operaciones de vuelo civiles de Deutsche Luft Hansa llegaron a su fin y la flota de aviones pasó a estar bajo el mando de la Luftwaffe. Por otra parte, la aerolínea se "nutrió" con un gran número de aparatos comerciales de diferentes compañías de países ocupados, como fue el caso de los checos, belgas, franceses, holandeses y polacos. La empresa se centró en el mantenimiento y la reparación de aeronaves. Todavía había vuelos de pasajeros programados dentro de Alemania, a las Potencias del Eje, y a países ocupados o no beligerantes como España, aunque, las reservas estaban restringidas, por lo que solo servían a las demandas de la guerra. En 1940/41 se cubrían destinos, que en ese momento, estaban en vigor mediante acuerdos interlineales con Iberia, Aeroflot, Malert (Hungría), LARES (Rumania), Aero Oy (Finlandia), DDL (Dinamarca), AB Aerotransport - ABA (Suecia) y  Československé Státní Aerolinie - ČSA (Protectorado de Bohemia y Moravia). Sin embargo, durante los últimos años de la guerra, la mayoría de los aviones de la flota se convirtieron en cargueros militares.
Las colaboraciones de DLH en el extranjero se fueron desmantelando gradualmente; Deruluft dejó de existir en marzo de 1940; en julio de 1941, la República de China y el III Reich rompieron sus relaciones diplomáticas y los empleados alemanes regresaron a su país. En 1943, Eurasia Aviation Corporation se disolvió oficialmente y sus aviones Junkers Ju 52/3m y W 34 pasaron a manos del Gobierno Nacionalista chino y se utilizaron para transportar suministros militares hasta que por falta de repuestos y mantenimiento fueron dados de baja y desguazados. Syndicato Condor cambio en 1941 su nombre a Serviços Aéreos Condor para finalmente, ser nacionalizado el 25 de agosto de 1942, y más tarde, el 16 de enero de 1943, después de una completa reorganización administrativa que intentó borrar su pasada identidad alemana, se cambió su nombre a Serviços Aéreos Cruzeiro do Sul.
El último vuelo programado de DLH de Berlín a Múnich tuvo lugar el 21 de abril de 1945, pero el avión, un Fw 200C-3 (D-ASHH, Hessen) se estrelló cerca de Piesenkofen, Baviera muriendo las 21 personas que iban a bordo. Al día siguiente se realizó otro vuelo (no programado), de Berlín a Warnemünde , que marcó el fin de las operaciones de vuelo. Tras la rendición de Alemania y la consiguiente ocupación aliada, todos los aviones del país fueron confiscados y Deutsche Luft Hansa se disolvió. Los activos restantes se liquidaron el 1 de enero de 1951.
Entre 1955 y 1963, la recién fundada aerolínea nacional de la extinta Alemania Oriental operó con el mismo nombre (Deutsche Lufthansa GmBH der DDR) pero, tras perder un pleito con la compañía de Alemania Occidental, fue sustituido por Interflug.
Uso de trabajadores forzados
Durante la Segunda Guerra Mundial Deutsche Luft Hansa empleó a más de 10000 trabajadores forzados, incluidos muchos niños de países ocupados; el trabajo forzado judío se utilizó particularmente entre 1940 y 1942. Los trabajadores forzados fueron utilizados para instalar y mantener sistemas de radar y para ensamblar, reparar y mantener aeronaves, incluidas las militares.  Los trabajadores forzados fueron alojados en cuarteles administrados por Luft Hansa en el sitio de Tempelhof y en otras partes de Berlín, estaban rodeados de alambradas y custodiados por soldados armados; el saneamiento en estos campos era deficiente, al igual que el nivel de atención médica y nutrición. En 2012, un equipo de arqueólogos excavó el sitio del campo administrado por Luft Hansa en el aeropuerto de Tempelhof.

## Flota Deutsche Luft Hansa
Habida cuenta de los numerosos aviones operados procedentes de otras compañías menores y adquiridos como botín de guerra, esta tabla no está pormenorizada, y solamente se circunscribe a los modelos de mayor número e/o importancia.
| Modelo                                   | Introducido    | Retirado       | Notas / Unidades                                            |
| ---------------------------------------- | -------------- | -------------- | ----------------------------------------------------------- |
| Albatros L 58                            | 1926           | 1928           | 7 aviones                                                   |
| Albatros L 73                            | 1926           | 1933           | 4                                                           |
| Arado V I                                | 1929           | 1929           | 1                                                           |
| B.F.W. M-20                              | 1929           | 1943           | 14                                                          |
| Blohm & Voss Ha 139/139B                 | 1937           | 1939           | 3                                                           |
| Boeing 247                               | 1935           | 1935 / 1937    | 2 / D-AGAR - D-AKIN                                         |
| Caudron C.440 Goéland                    | 1940-41        |                | Incautados a aerolíneas y fuerzas aéreas de países ocupados |
| Dewoitine D.338                          | 1943           | 1945           | 8 aviones de Air France                                     |
| Dornier Komet III                        | 1926           | 1933           |                                                             |
| Dornier Merkur                           | 1926           | 1933           | 30                                                          |
| Dornier Do J Wal                         | 1926           | 1940           |                                                             |
| Dornier Do R2/R4 Super Wal               | 1928           | 1936/1932      | 1/7                                                         |
| Dornier Do X                             | 1932           | 1934           | 1                                                           |
| Dornier Do 18                            | 1937           | 1939           | 5                                                           |
| Dornier Do 26A/B                         | 1938           | 1939           | 3 unidades                                                  |
| Douglas DC-2-115D                        | 1935           | 1937           | 1 / D-ABEQ Taunus                                           |
| Douglas DC-3                             | 1940           | 1944           | Aviones de países ocupados                                  |
| Focke-Wulf A 17/29/38                    | 1928/1929/1931 | 1936/1933/1933 | 10/4/4                                                      |
| Focke-Wulf A 32                          | 1934           |                | 2 aviones de NOBA                                           |
| Focke-Wulf A 33                          | 1937           | 1938           | 1                                                           |
| Focke-Wulf Fw 58 Weihe                   | 1938/1939      | 1939/1942      | 7 (4 KJ-1 para su filial Hansa Luftbild)                    |
| Focke-Wulf Fw 200B                       | 1938           | 1945           |                                                             |
| Fokker-Grulich F.II Fokker-Grulich F.III | 1926           | 1934 / 1935    |                                                             |
| Fokker F.XVIII                           | 1939           |                | 1 - ex OK-AIR de ČLS                                        |
| Heinkel He 12                            | 1929           | 1931           | 1 - Hidroavión postal catapultable                          |
| Heinkel He 58                            | 1930           | 1932           | 1 - Hidroavión postal catapultable                          |
| Heinkel He 70 V1-V2 /A/D/G               | 1934           | 1937           | 27                                                          |
| Heinkel He 111C/ 111L / 111G-0           | 1936           | 1940           | 6-2-2                                                       |
| Heinkel He 116                           | 1936 / 1938    | 1939 / 1938    | 2 - D-AJIE Lübeck D-ATIO Hamburg                            |
| Junkers A 20/25                          | 1924           | 1927           |                                                             |
| Junkers F 13                             | 1926           | 1938           |                                                             |
| Junkers G 23/24                          | 1926           | 1938           | 26                                                          |
| Junkers G 31                             | 1928           | 1935           | 8                                                           |
| Junkers G 38/G 38a                       | 1930 / 1932    | 1939           | 2                                                           |
| Junkers Ju 46fi/hi                       | 1932 / 1934    | 1939 /1945     | 5                                                           |
| Junkers Ju 86B-1/C-1                     | 1936           | 1945           | 12                                                          |
| Junkers Ju 90B-1                         | 1938           | 1940           | 8                                                           |
| Junkers Ju 160                           | 1935           | 1941           | 21                                                          |
| Rohrbach Ro VIII                         | 1927-29        | 1936           | 18                                                          |
| Rumpler C.I                              | 1926           |                |                                                             |
| Savoia-Marchetti S.73                    | 1939-40        |                | Aviones de aerolíneas de países ocupados                    |
| Udet U-11                                | 1927           | 1927           | 1                                                           |